# Gustav Asverus
Gustav Asverus (* 23. November 1798 in Jena; † 21. Mai 1843 ebenda) war ein deutscher Jurist.

## Leben
Gustav Asverus war der Sohn des Weimarischen Justizrats und Syndikus der Universität Jena Ludwig Christoph Ferdinand Asverus (1760–1830) und seiner Frau Christiane, geborenen Schuderoff.
Er besuchte das Gymnasium in Weimar und gehörte dort einer 1815 gegründeten burschenschaftlichen Schülerverbindung an, wie aus Untersuchungsberichten der Mainzer Zentraluntersuchungskommission gegen ihn hervorgeht. Nach dem Abitur studierte Asverus Rechtswissenschaften in Jena, Heidelberg und Berlin. Während seines Studiums wurde er 1816 Mitglied der Urburschenschaft in Jena und 1818 der Alten Heidelberger Burschenschaft sowie der Berliner Burschenschaft. 1817 nahm er am Wartburgfest teil. In Heidelberg war er Mitglied der christlich-deutschen Partei. Während der Demagogenverfolgung wurde er 1819 bis 1820 inhaftiert und dann aus Preußen ausgewiesen; 1824 in Abwesenheit zu sechs Jahren Festungshaft verurteilt, jedoch 1826 begnadigt. 1823 wurde er in Jena zum Dr. iur. promoviert, wo er dann als Advokat arbeitete. 1830 wurde er Privatdozent für Zivilprozeß und Prozeßpraktika, 1832 außerordentlicher Professor und 1842 ordentlicher Professor sowie Mitglied des Oberappellationsgerichts. Er war Anhänger der Philosophie Hegels.

## Veröffentlichungen (Auswahl)
- Über die legis actio sacramenti. Leipzig 1837
- Anleitung über Rechtssachen zu referiren. Leipzig 1839.
- Die Denunciation der Römer und ihr geschichtlicher Zusammenhang mit dem ersten processeinleitenden Decrete. Leipzig 1843.